# Tharrhalea maculata
Tharrhalea maculata là một loài nhện trong họ Thomisidae.
Loài này thuộc chi Tharrhalea. Tharrhalea maculata được Wladislaus Kulczynski miêu tả năm 1911.